# Bohnanza
Bohnanza je moderní karetní hra z roku 1997, jejímž autorem je Uwe Rosenberg. Hráči se v ní stávají pěstiteli fazolí, které se snaží sázet, sklízet a prodávat. Karty v balíčku představují fazole osmi různých druhů, které hráči tahají z balíčku, navzájem si vyměňují, sázejí na záhonky před sebou a sklízejí. Od každého druhu je v balíčku jiný počet fazolí. Čím je fazole vzácnější, tím více peněz vynese při sklizni.
Název vznikl spojením slov Bonanza a Bohn (německy „fazole“).

## Pravidla hry

### Příprava hry
Každému hráči je rozdáno pět karet. Pořadí karet v ruce hráč nesmí během hry měnit. Na začátku tahu hráč vykládá karty ze začátku své ruky, naopak nově získané karty se přidávají vždy na konec ruky. Zbylé karty se položí lícem dolů na stůl jako balíček, z něhož budou hráči tahat karty v průběhu hry. Vedle nich se položí karty třetích záhonků, které si hráči mohou dokoupit.
Každý hráč má před sebou dva pomyslné záhonky, na které sází fazole (vykládá karty s fazolemi). Na každém záhonku smí růst libovolný počet fazolí, ale všechny musí být stejného druhu. Lze tedy pěstovat jen dva různé druhy fazolí současně (po dokoupení třetího záhonku tři). Jestliže je hráč podle pravidel nucen zasadit nějakou fazoli, ale na obou záhoncích již rostou fazole jiného druhu, musí některý záhonek sklidit.

### Tah
Každý tah se skládá ze čtyř fází:
1. Hráč zasadí jednu nebo dvě první karty z ruky na záhonek. Nemá-li na žádném záhonku volné místo pro fazole příslušného druhu, musí provést sklizeň.
2. Hráč nyní může sklízet fazole ze svých záhonků.
3. Hráč vyloží dvě karty z balíčku lícem nahoru. Nyní nastává obchodování. Pokud se tomuto hráči tyto dvě karty nelíbí, může je vyměnit po dohodě s ostatními hráči za karty z jejich ruky. Může také vyměňovat karty ze své ruky. Při výměně mohou hráči vyměňovat karty z libovolného pořadí ve své ruce. Karty mohou být vyměňovány v libovolném poměru, ale jen za souhlasu obou měnících hráčů. Hráči smějí obchodovat jen s hráčem, který je právě na tahu. Jakmile některý hráč vymění kartu za jinou, musí ji ihned zasadit (což může znamenat, že bude muset sklidit). Nesmí vyměněnou kartu znovu vyměnit ani vložit si ji do ruky. Po skončení obchodování hráč, který je na tahu, musí zasadit vyložené karty, pokud se mu nepodařilo nebo nechtěl je vyměnit.
4. Hráč táhne tři vrchní karty z balíčku (tento počet se liší podle počtu hráčů) a umístí si je na konec karet, které drží v ruce.

### Sklizeň
Hráč může sklízet téměř kdykoli, vždy však musí sklízet tehdy, když má zasadit fazoli a nemá pro ni k dispozici záhonek (volný záhonek nebo záhonek se stejným druhem). Není povoleno sklízet ze záhonku, na němž je jen jediná fazole, pokud hráč má na jiném záhonku více fazolí.
Při sklizni hráč vezme všechny karty fazolí z jednoho záhonku (nelze sklidit jen část karet ze záhonku). V tabulce, která je uvedena na každé kartě, je uvedeno, kolik fazolarů (herní měna) vynese určitý počet sklizených fazolí tohoto druhu. Čím je fazolí onoho druhu ve hře méně, tím jejich sklizeň vynáší více peněz. Kolik fazolarů získal, tolik karet ze sklizně hráč obrátí rubem nahoru a položí před sebe – představují utržené mince (na rubu karet je zobrazen fazolar). Zbylé sklizené karty se odloží na odhazovací hromádku. Může se stát, že hráč nezíská sklizní ani jeden fazolar, sklidí-li příliš málo fazolí.
Sklizený záhonek je nyní prázdný a hráč na něj může ihned zasadit další fazoli.
Hráč si může za zaplacení tří mincí kdykoli koupit kartu třetího záhonku – od té chvíle již může pěstovat tři druhy fazolí. Nelze však mít více záhonků než tři.

### Konec hry
Dojde-li balíček karet fazolí, zamíchají se odhozené karty a vytvoří se tím nový balíček. Ten bude obsahovat vždy výrazně méně karet než předchozí balíček, protože některé karty si hráči po sklizni ponechali jako fazolary. Dojde-li balíček potřetí, hra okamžitě končí. V té chvíli hráči zahodí všechny karty v ruce a sklidí ze všech svých záhonků.
Vítězem se stane hráč, který získal nejvíce fazolarů.

## Rozšíření

### 1. rozšíření (1997)
Obsahuje tři nové druhy fazolí, karty zemědělců a také karty prvních a druhých fazolových polí, které dělají hru přehlednější. Poskytuje také možnost hrát až 7 hráčům.

### La Isla Bohnitâ(1999)
Přidává dva nové druhy fazolí a možnost hry 7 hráčů. Kromě sklizně je možné získávat fazolary odvozem fazolí z ostrova La Isla Bohnitâ na obchodní lodi. Tu však mohou oloupit pirátské lodě jiných hráčů. Název hry je parodií na Madonninu píseň La Isla Bonitâ, samotná hra je inspirována rozšířením Osadníků z Katanu Námořníci z Katanu.

### High Bohn(2000)
Rozšíření s tematikou Divokého Západu. Ve hře je jednak nový druh fazolí, jednak budovy, které lze získávat při sklizni. Pro každý druh fazolí je ve hře jedna budova, která po zakoupení poskytuje nějakou výhodu a body. Název je parodií názvu slavného westernu V pravé poledne, v originále High Noon. V roce 2001 vyšlo rozšíření High Bohn: Bohnenduell um 12 Uhr mittags („Fazolový souboj v pravé poledne“), jehož součástí je High Bohn, rozšíření Prohibohn pro hru Al Cabohne a karty dalšího druhu fazolí. V roce 2004 vyšla vylepšená a rozšířená verze tohoto rozšíření pod názvem High Bohn Plus.

### Mutabohn(2001)
Rozšíření, které bylo vydáno v nákladu pouhých 2500 kusů, přidává do hry prvek genetických modifikací. Hráči mohou „mutovat“ své fazole na méně hodnotné druhy, díky čemuž smějí pěstovat různé druhy na stejném záhonku. Navíc každý hráč dostává bonusové karty, které mu přinášejí body, bude-li mít na jednom záhonku specifikovanou posloupnost fazolí.

### Ladybohn(2002)
Přidává fazole ženského pohlaví. Hráči vydělají více peněz sklizní ze záhonku, na jehož vrchu je ženská fazole. Přináší také několik nových pravidel a nový druh fazolí, jehož sklizní hráč může získat třetí záhonek nebo ukrást fazolar soupeři.

### Bohnaparte(2003)
Rozšíření inspirované Napoleonem Bonaparte, v němž hráči za peníze vydělané v Bohnanze nakupují armádu, s jejíž pomocí dobývají Bohnreich, Říši fazolí. Na konci hry nevítězí ten, kdo má nejvíce peněz, ale ten, kdo dobyl největší část Bohnreichu. Autor rozšíření Hanno Girke tuto hru označil jako kombinaci Bohnanzy a Risku, válečné deskové hry.

### Dschingis Bohn(2003)
Další válečné rozšíření. Podobá se Bohnaparte, ale hráči tentokrát za vydělané fazolary nekupují armádu, ale financují nájezdy Mongolů na Bohnreich. Je možné hrát Dschingis Bohn v kombinaci s Bohnaparte, což umožňuje hru až 7 hráčů. Název je odvozen ze jména slavného mongolského vůdce Čingischána.

### Telebohn(2004)
Hráči v tomto rozšíření s fazolemi navzájem neobchodují, ale bojují o fazole na svých záhoncích pomocí speciálních akčních karet. Telebohn vyšel v limitované edici čítající 5000 kusů.

### Amigo Bohnentaler(2004)
Přidává plastikový žeton Bohnentalera, který na začátku hry dostane hráč po pravé ruce začínajícího hráče. Pak ho může získat jen hráč, který má ve svém tahu zasazené fazole aspoň za stanovený počet fazolarů (v závislosti na počtu hráčů a počtu jeho záhonků). Kdo má žeton, bere si na konci tahu více karet. Rozšíření také obsahuje speciální pravidla pro Zahradní fazole.

### Rabohnzel(2005)
Toto rozšíření bylo vydáno v počtu 3000 kusů a do hry přidává magii. Podobně jako Bohnröschen se odehrává v pohádce a název paroduje známou pohádku Bratří GrimmůRapunzel (česky locika).

### Bohnröschen(2007)
Rozšíření odehrávající se v pohádkové zemi, v níž fazolový princ musí polibkem probudit spící Šípkovou Růženku (zde je ovšem přejmenována na Fazolovou Růženku). Aby toho docílil, musí bojovat s fazolovým porostem, kterým je hrad zarostlý. Rozšíření tedy přináší balíček karet porostu, které se jedna po druhé odkrývají a hráči je musejí překonávat tím, že plní úkoly, které jsou na kartách uvedeny, anebo platí 1 fazolar. Vítězem je hráč, který se dostal do hradu s nejvíce fazolary.

### Spiderbeans(2007)
Malé rozšíření čítající pouhých šest karet. Je prodáváno jako součást knihy "Das Grosse Bohnanza Buch". Do hry přidává tzv. "pavoučí fazole", pro které existují speciální pravidla, jež popisují, jak se s těmito fazolemi dá obchodovat a kolik fazolarů dostane hráč za jejich sklizeň.

### Auf der schwäb’schen Eisenbohn(2008)
Toto rozšíření vyšlo v limitované edici pouhých 2500 kusů a do hry přidává kartu vlaku, který se pohybuje mezi pěti městy. V každém městě platí pro fazole jiný fazolometr, takže počet fazolarů, které hráč za sklizeň dostane, závisí na místě, kde se zrovna vlak nachází. Pohyb vlaku pak závisí na tom, jak si hráči vykládají na svá pole "cestovní fazole", které toto rozšíření také obsahuje. Na každé cestovní fazoli je název města, kam se má vlak v případě vyložení této karty na pole posunout. Karty cestovních fazolí jsou ale důležité i na konci hry, protože mohou hráčům zajistit bonusové fazolary.

### Bohnedikt(2009)
I toto rozšíření vyšlo v limitované edici o 2500 kusech. Je možné jej hrát v počtu 2-5 hráčů, ve dvou se příliš nedoporučuje. Název paroduje papeže Benedikta XVI. Hráči v tomto rozšíření pěstují fazole na církevní půdě.

### Bohn Camillo(2011)
Je to zatím poslední rozšíření fazolí a vydáno bylo v nákladu 2500 kusů. Umožňuje hrát v počtu dvou hráčů, ale více hráčů než dva ho hrát nemůže. Název je parodií na film Don Camillo e l'onorevole Peppone.

## Verze Bohnanzy a hry inspirované Bohnanzou

### Vesmírné fazole (Space Beans)(1999)
Hra, která je následovníkem Bohnanzy, má však jednodušší pravidla a méně interakce mezi hráči. Hráči se snaží získat 30 bodů pěstováním vesmírných fazolí, které každý hráč pěstuje na dvou záhoncích: veřejném (lícem nahoru) a soukromém (lícem dolů). Na každé fazoli je kromě druhu uvedeno číslo od 1 do 9 (každý druh má 1 fazoli s čísly 1 až 3 a 2 fazole s čísly 4 až 9). Když hráč sklidí svůj veřejný záhonek a je v něm aspoň jedna karta, která má stejné číslo jako počet karet ve sklizni, tuto kartu si nechá jako trofej a na konci hry za ni dostane stejný počet bodů.

### Al Cabohne(2000)
V této hře podobné Bohnanze hráči bojují nejen proti sobě, ale i proti fiktivnímu hráči zvanému Fazolová mafie, kterému je třeba platit fazole jako výpalné. Název hry je odvozen od slavného zločince Al Capona.

### Bean Trader(2002)
Desková hra inspirovaná Bohnanzou. Hráči se v ní stávají členy Bohn Hanse, středověkého spojení severoevropských měst a obchodníků s fazolemi. Cestují na hracím plánu mezi jednotlivými městy se svými vozy, v nichž převážejí různé druhy fazolí, které nakupují a prodávají.

### Kannibohne(2006)
Malá samostatná hra vydaná v poštu pouhých 2500 kusů. Název je odvozen od slova "kanibal", takže fazole se mohou navzájem požírat.

### Bohnkick(2006)
Samostatná hra pro dva hráče vydaná v roce 2006 při příležitosti fotbalového mistrovství světa v Německu. Pravidla nemají s původní Bohnanzou nic společného a cílem hry není sbírat fazolary, ale dát více branek než soupeř.

### Bohnanza: fan edition(2007)
Speciální edice Bohnanzy. Podobu karet v této verzi navrhli sami fanoušci a každá karta vypadá jinak.

### Ladybohn: Manche mögen's heiss!(2007)
Vylepšená a samostatně hratelná verze již dříve vydaného rozšíření. Oproti původní Ladybohn obsahuje také karty fazolových dětí, které nemají žádný fazolometr. Pokud má tedy hráč při sklizni na vrchu pole dětskou fazoli, nedostane za sklizeň ani jeden fazolar.

### Wendy Pferdebasar(2009)
Růžová a zjednodušená verze fazolí, ve které se namísto fazolí obchoduje s koňmi. Cílovou skupinou této hry jsou především děvčata od osmi let.

### Bohnanza: Fun & Easy(2010)
Verze Bohnanzy s jednoduššími pravidly a designem karet bližším mladším hráčům (např. fazole pojídající hamburgery).

### Mutterböhnchen(2010)
Speciální rozšíření vydané v nákladu 2500 kusů, které se dá hrát pouze s novější verzí Ladybohn. Název se dá doslova přeložit jako "maminčiny fazolky".

### Würfel Bohnanza(2012)
Zvláštní kostková verze fazolí. Hráči pomocí hodů kostkami plní objednávky, za které získávají fazolary. Kvůli kostkám hraje v této obdobě Bohnanzy hlavní roli náhoda.

### Bohn To Be Wild(2012)
Samostatná hra, která obsahuje úplně jiné druhy fazolí, z nichž některé mají na sobě symbol označující jejich speciální schopnost. Těmto fazolím se říká divoké. Název paroduje slavnou píseň Born To Be Wild.

### Sissi!: Die Bohnenkaiserin(2013)
Samostatná verze Bohnanzy vydaná pro rakouské muzeum her. Kromě normálních fazolí obsahuje také 50 Sissi fazolí, pro které existuje speciální fáze tahu. Název se dá přeložit jako Sissi!: Fazolová císařovna.

### Mein erstes Bohnanza(2015)
Nejjednodušší verze fazolí, co kdy byla na trhu. Pravidla jsou v této edici natolik zjednodušena, že by je měly zvládnout i děti od čtyř let. Cíl hry však zůstává stejný, tedy nasbírat co nejvíce fazolarů.